# YF-115
O YF-115  é um motor de foguete de combustível líquido chinês queimando LOX e RP-1 num ciclo de combustão em estágios rico em oxidante.
O desenvolvimento do YF-115 teve início nos anos 2000 em conjunto com seu "irmão maior", o YF-100, que iria equipar os reforçadores e primeiros estágios do LM-5, do LM-6 e do LM-7.
Os testes do YF-115 foram conduzidos pela China National Space Administration (CNSA) a partir de 2005. O motor está previsto para uso nos estágios superiores da próxima geração de veículos de lançamento chineses leves e médios, especificamente o Longa Marcha 6 e o Longa Marcha 7.
No início de 2012, o motor passou com sucesso nos testes em vácuo. Ele foi o primeiro motor chinês de estágios superiores a adotar o ciclo de combustão em estágios.
No estágio superior do LM-6 será usado um único YF-115 num mecanismo de movimentação para produzir o empuxo vetorial. Já o estágio superior do LM-7 vai usar quatro motores, mas nesse último caso, dois deles vão ser fixos e dois móveis.